# Баныкин, Василий Васильевич
Васи́лий Васи́льевич Баны́кин (1888—1918) — один из активных участников становления Советской власти в городе Тольятти (тогда Ста́врополе). Первый председатель горисполкома Ставрополя.

## Биография
Родился в селе Русская Бектяшка Сенгилеевского уезда, Симбирской губернии. Родители Василий Дмитриевич и Прасковья Григорьевна Баныкины. Отец работал грузчиком, сына родители готовили стать шорником. Однако Василий решил стать врачом.
В 1904 году Василий окончил Ставропольское городское училище с хорошими и отличными оценками. С 1904 по 1908 годы учился в Самарской фельдшерской школе на стипендию Ставропольского земства.
С 1908 по 1910 годы работал эпидемическим фельдшером в селе Чекан Бугульминского уезда и позднее Хрящёвке Ставропольского уезда, принимал участие в борьбе с эпидемией холеры, за что был отмечен Ставропольским земством.
В 1910 году поступил на медицинским факультете в Юрьевских университетских курсов учась на врача, однако проучился всего 4 семестра. После смерти отца остался без средств, обратился за субсидией в ставропольскую земскую управу. Уездная управа, учитывая, что Баныкин «работал в Ставропольском уезде по борьбе с холерой», а затем «состоял на службе… в качестве эпидемического фельдшера и к возложенным на него обязанностям относился весьма аккуратно и с полным знанием дела» просила выделить стипендию в 180 рублей с условием возврата долга после начала службы. Однако, уездная управа отказала в прошении, так как Баныкин служил в земстве всего один год.
Баныкин вернулся в Ставрополь, где устроился фельдшером в земскую больницу, в которой работал до 1917 года.
Ещё до революции 1917 года становится членом партии социал-революционеров (эсеров). После разделения партии на «правых» и «левых» поддерживал последних.

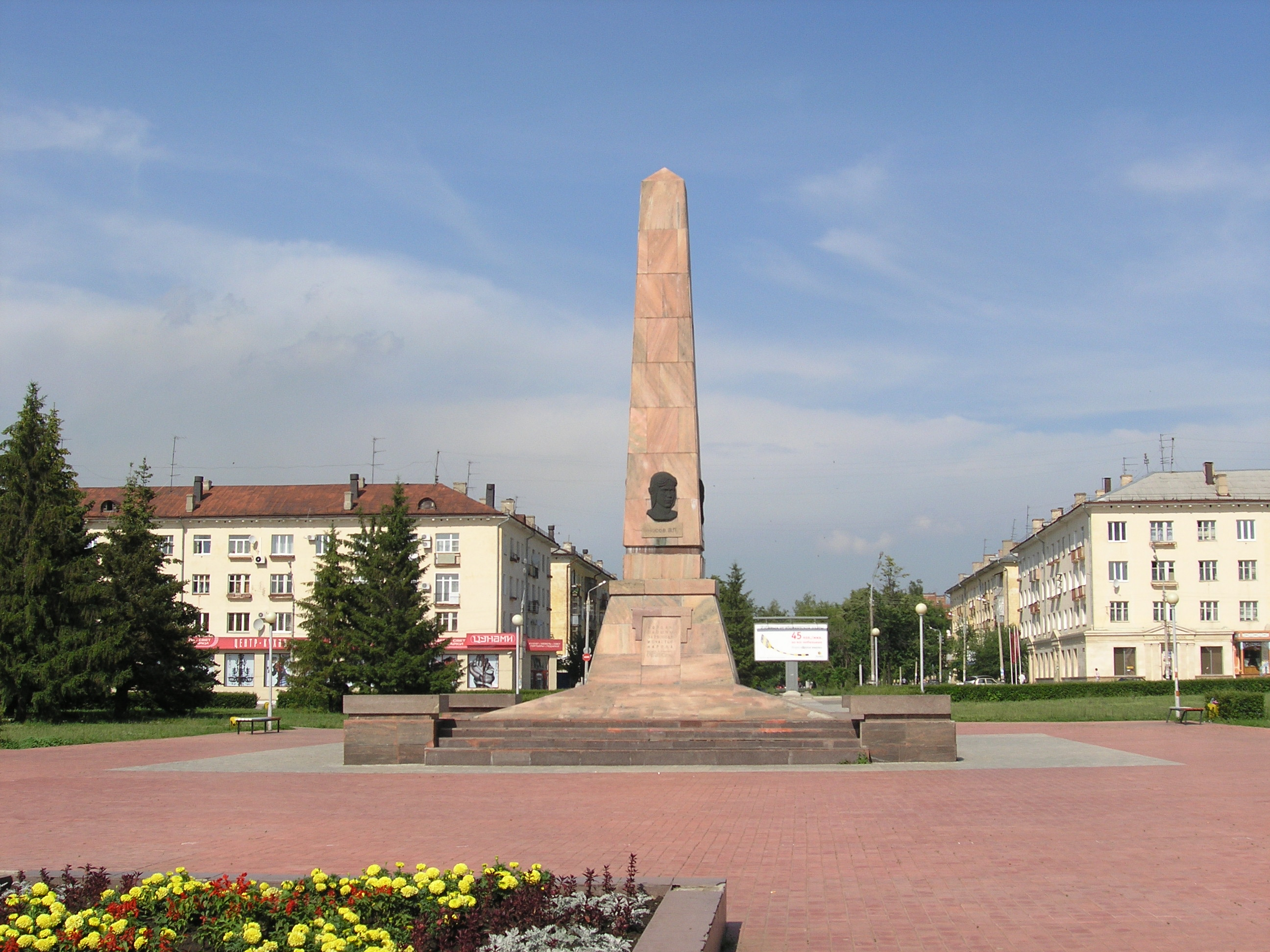
Обелиск Славы

5 мая 1917 года становится первым председателем городского Совета, активно продвигает левоэсерскую программу (земля объявляется всенародной собственностью, городских купцов обкладывают огромными налогами, резко критикуется принятие Брестского мира). С первых же дней нахождения Баныкина у власти, в городе вводится 8-часовой рабочий день, деньги, изъятые у купцов тратятся на создание детских садов в сёлах уезда, на строительство детской площадки в Ставрополе, а также на содержание больниц и школ. Во многом благодаря влиянию Баныкина в ноябре 1917 года на выборах в Учредительное собрание в Ставропольском уезде за эсеров голосует 86 131 человек, против 3983 проголосовавших за партию большевиков.
Василием Баныкиным была проделана работа по формированию совершенно нового аппарата власти. Он добился объединения городского Совета рабочих с Советом крестьянских депутатов, участвовал в создании устава первой рабочей артели уезда. Принимал участие в силовых акциях: разгоне городской Думы, земского собрания, некоторых волостных Советов, однако во время его пребывания у власти не было ни расстрелов, ни арестов.
6 марта 1918 года Баныкин избирается председателем исполкома Ставропольского уезда. Таким образом, под его руководством оказалась огромная территория от Мелекесса до Жигулей, где проживало почти четверть миллиона человек.
После мятежа чехословацкого корпуса руководил эвакуацией населения, государственного имущества и ценностей. В том числе семья самого Баныкина была эвакуирована в Сенгилей на пароход «Надежда», там они скрывались у родственников.
Однако сам Василий Баныкин эвакуироваться не успел, и был застрелен местным жителем Михаилом Красновым. По свидетельствам очевидцев, над телом убитого издевались, так купец Шишикин заставил водовоза два раза проехать по мёртвому телу, выбил глаз тростью. Через несколько дней Баныкин был похоронен вместе с остальными убитыми в этот день. Через две недели родственники перезахоронили его в персональной могиле.
Жена Варвара, узнав о гибели мужа вернулась в Ставрополь, где была арестована и находилась в тюрьме до взятия города 5-м Курским полком 24-й Симбирской дивизии Красной Армии 6 октября 1918 года. После восстановления советской власти немедленно началось следствие об убийстве председателя Ставропольского исполкома Василия Баныкина, длившееся до марта 1919 года.

### История гибели

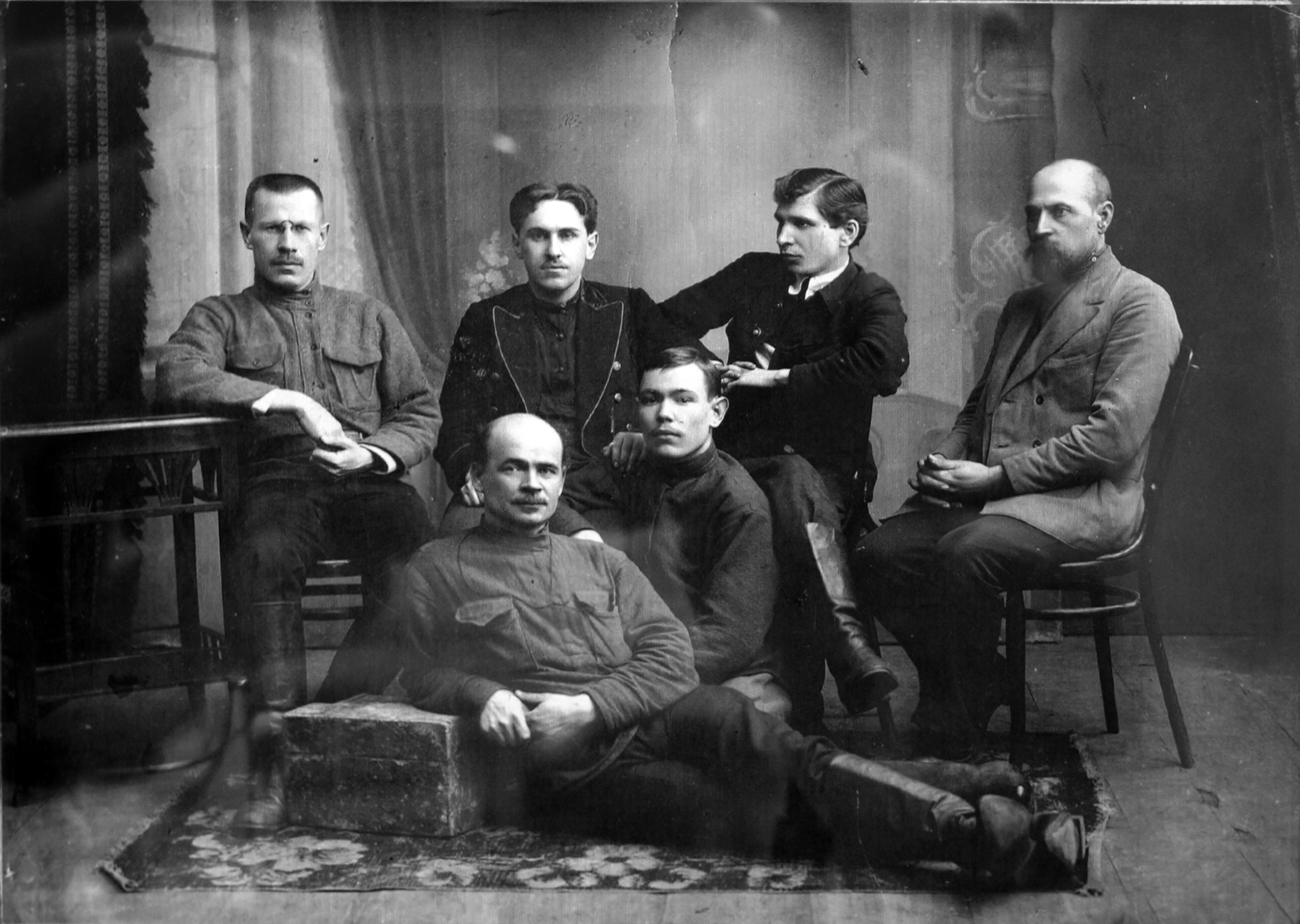
Ставропольский уездный исполком. Внизу Г. И. Карелин и М. А. Минеев. Вверху (слева направо): Г. А. Лимонов, Аблов, В. В. Баныкин, П. С. Шлютов. Мелекесс, 1917

В 1934 году в Ставропольский сельсовет поступило заявление от Федосьи Евграфовны Соколовой, вдовы председателя горисполкома Ставрополя А. М. Соколова-Соловьева, погибшего в 1918 году в «поезде смерти». Она обвиняла Баныкина в том, что он работал на разведку Добровольческой армии. Она настаивала на том, что только благодаря тому, что он был убит раньше, эсер Баныкин не успел всех предать, и требовала переименовать улицу Баныкина в улицу Красной Гвардии.
Были опрошены очевидцы событий. Из их показаний следовало, что убийцей был местный житель Михаил Краснов, который после восстановления советской власти уехал в Сибирь, где жил по чужим документам под фамилией Жильцов. В 1927 году он был арестован за убийство Баныкина, сидел в тюрьме, затем отправлен в ссылку.
Все это привело к появлению ряда различных легенд и версий касательно гибели Баныкина. Так советская пропаганда изображала Баныкина коммунистом, находившимся в гуще боя, в отряде, прикрывавшем эвакуацию государственных ценностей и семей коммунистов. И будто бы Баныкина преследовала кучка «лабазников» из числа некогда обиженных им богатых жителей Ставрополя.
По другой версии, никакого боя не было. Старейший тольяттинский краевед Александр Тураев писал в 1960-х годах, что Баныкин просто уходил из города и на окраине был застрелен «местным белогвардейцем».
А по третьей версии, изложенной в книге тольяттинского журналиста Сергея Мельника, смерть Баныкина вообще была случайной. Отсылая к воспоминаниям очевидцев событий, рассказывается, что Баныкин был случайно застрелен охранником местного склада райпотребсоюза безо всякого умысла и политической подоплёки.
Ещё одна версия обстоятельств гибели Баныкина обнародована краеведом Дмитрием Борисовым, обнаружившим в архивах номер самарской газеты «Волжский день» за июнь 1918 года, в котором сообщалось, что, по официальному сообщению штаба чешской армии, после взятия Ставрополя фельдшер Баныкин был доставлен в Самару в числе арестованных вместе с одним из деятелей губернского продовольственного комитета.

### Семья

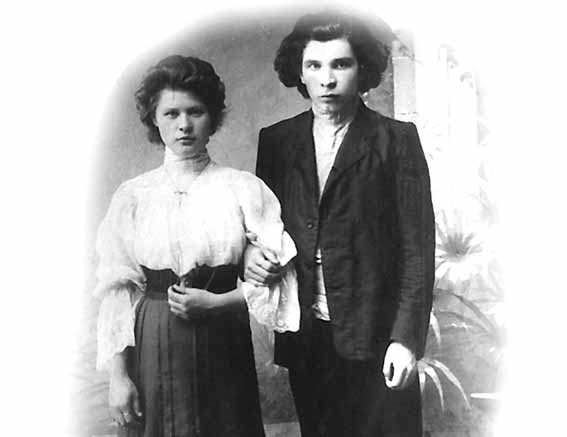
Василий Баныкин с женой Варварой

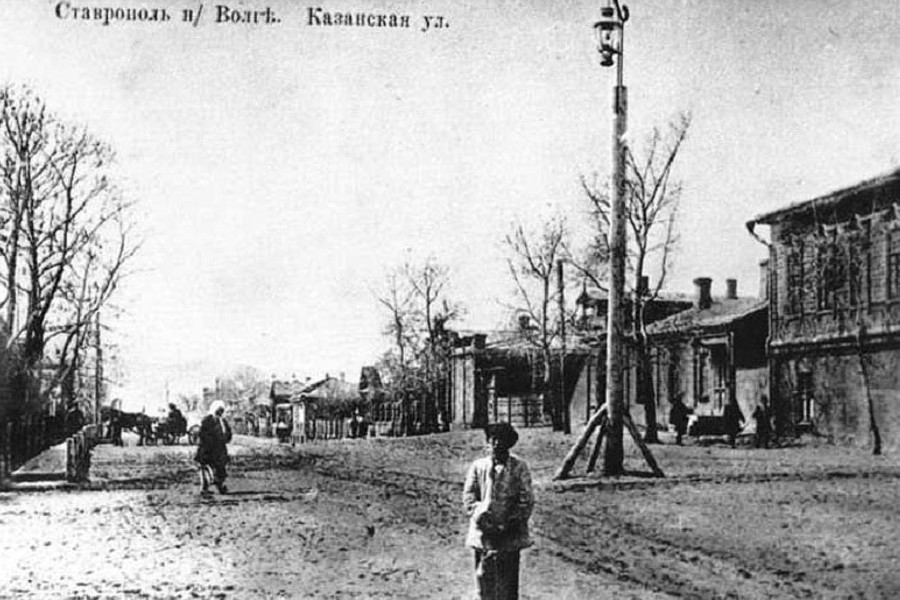
Казанская улица Ставрополя. Позднее была переименована в улицу Баныкина

В 1909 году Василий Баныкин обвенчался с учительницей Варварой Ивановной. В 1910 году у них родилась дочь Варвара, в 1912 году — сын Николай, а в 1915 — сын Василий (ум. 1921).
После гибели мужа, в 1921—1922 годах Варвара Баныкина жила в Ставрополе вместе с дочерью. Во время голода несколько раз обращалась за помощью в исполком, ей помогли продуктами, выделили обувь для дочери. Вторично вышла замуж за большевика Якушева, скончалась в 1924 году.
Племянник — Виктор Баныкин (1916—1986) был писателем, автором многих книг. Племянница Анна Агуреева работала учителем в школе в Нижнем Санчелеево.

## Память

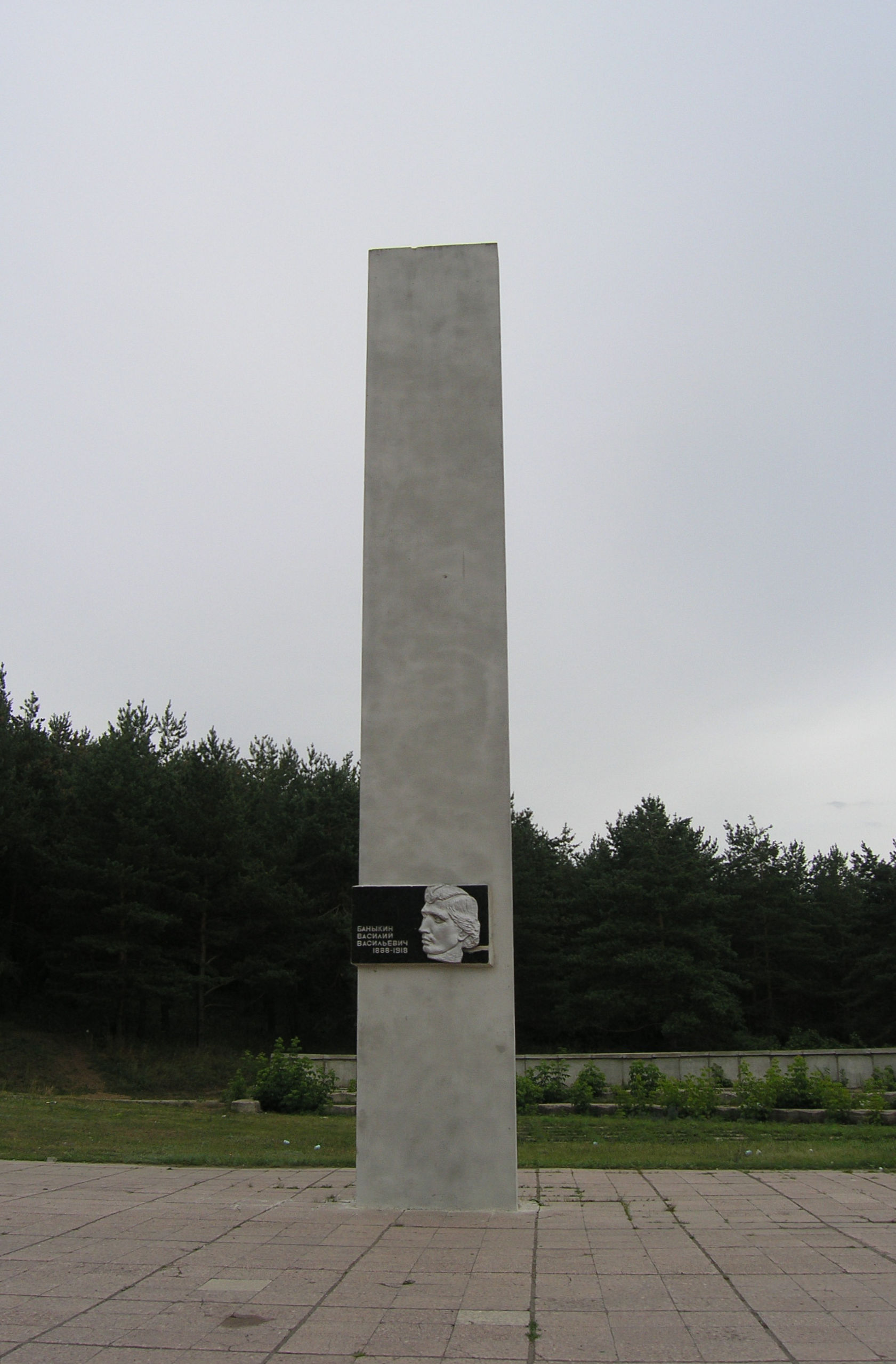
Стела Василию Баныкину

- Поскольку Баныкин погиб до разрыва между большевиками и левыми эсерами, то он не успел стать врагом народа. Более того, его объявили активным большевиком. На этот шаг власти пошли потому, что в городе и уезде просто не было столь видной фигуры, но члена коммунистической партии. Упоминания о Баныкине как большевике появляются и в газетах, и в художественной литературе. Лишь в 1980-х годях появились документы, свидетельствующие о том, что Баныкин никогда не был коммунистом.
- Василий Баныкин стал одним из тех, чьё имя увековечено на обелиске Славы, появившемся в 1958 году.
- Также в честь Баныкина были установлены:
  - мемориальная доска на доме, где он проживал;
  - памятник-стела на могиле Баныкина (мемориальный комплекс на берегу Волги).
- Именем Баныкина была названа улица в Ставрополе. При переносе города на новое место имя Баныкина досталось небольшой улочке в частном секторе. Постановлением исполкома тольяттинского совета народных депутатов № 647/31 от 1 ноября 1967 года имя Баныкина досталось более значимой для города улице:

… в целях увековечивания памяти героев Гражданской войны, в ознаменование 50-летия Великой Октябрьской Социалистической революции переименовать в городе Тольятти следующие улицы: 

а) улицу Южную — в улицу имени В. В. Баныкина — первого председателя Ставропольского уездного исполкома Советов депутатов трудящихся, павшего от руки врага на боевом посту… 

г) …улицу, носившую до настоящего времени имя В. В. Баныкина в улицу 25 лет Октября.

- Тем же постановлением Городская клиническая больница № 2 Тольятти получила имя Василия Баныкина[4].
- Один из учебных кораблей тольяттинского клуба юных моряков носил название «Василий Баныкин»[5].
- 1 декабря 2017 года в Молодёжном драматическом театре (г. Тольятти) состоялась премьера спектакля «Год змеи». Пьесу на основе биографии Василия Баныкина написал драматург Сергей Давыдов в соавторстве с Олегом Толоченко. Режиссёр спектакля — Олег Толоченко[6].